# Nové Dvory (kraj ustecki)
Nové Dvory – miejscowość i gmina (obec) w Czechach, w kraju usteckim, w powiecie Litomierzyce. W 2022 roku liczyła 384 mieszkańców.